# Gunnar Ljungqvist
Gunnar Natanael Ljungqvist, född 9 februari 1898 i Ockelbo församling i Gävleborgs län, död 5 juni 1968 i Västerleds församling i Stockholm, var en svensk försäkringsdirektör och politiker.
Gunnar Ljungqvist var son till prästen Erik G. Ljungqvist och Gertrud Jonzon. Efter akademiska studier blev han filosofie kandidat vid Uppsala universitet 1921. Han blev ackvisitör vid försäkringsaktiebolaget Skandia 1925, tjänsteman där 1927, omb-inspektör vid Städernas allmänna brandstodsbolag 1931, biträdande direktör där 1934, vice verkställande direktör 1936 och var verkställande direktör vid Städernas allmänna försäkringsbolag 1946–1963.
Han var politiskt aktiv i Högerpartiet och var ordförande Stockholmshögerns förbund 1940–1945, ledamot av stadsfullmäktige 1942–1945, stadskollegium 1942–1944, ordförande i högergruppen 1943–1944 och satt i Andra kammaren 1945–1948. Han var vice ordförande i Svenska försäkringsbolagens riksförbund 1947–1950 och ordförande där 1951–1953, Svenska brandförsvarsföreningen 1959–1967, inspektör i Bröderna Påhlmans handelsinstitut 1957–1965, lärare och styrelseledamot där från 1965 och styrelseledamot i AB Industrivärden från 1951. Han var bland annat författare till den historiska delen i Försäkringsaaktiebolaget Skandias 75-årsskrift (1930).
Gunnar Ljungqvist gifte sig 1928 med Solveig Bergquist (1903–1998), dotter till provinsialläkaren Axel Bergquist och Nanny Sjögren. Tillsammans fick de barnen Sten Ljungqvist (född 1929), Arne Ljungqvist (född 1931), Bengt Ljungqvist (född 1937) och Krister Ljungqvist (född 1939).
Han var med familjen bosatt i Ålsten och är begraven på Bromma kyrkogård i Stockholm tillsammans med hustrun.